# 閻端
閻端，河南洛陽縣人。明朝政治人物。

## 生平
永樂十五年（1417年），中式丁酉科河南鄉試第一名舉人，曾任教諭。永樂十九年（1421年）任山西曲沃縣訓導。閻端去世時，其子閻禹錫年方九歲，為人至孝，痛苦不已。《明史》有傳。